# باشگاه فوتبال کولو-کولو
کولو-کولو (به انگلیسی: Colo-Colo) یک باشگاه فوتبال در شهر ماکول (شیلی)  است که در سال ۱۹۲۵ تاسیس شد. این باشگاه پر افتخارترین باشگاه فوتبال شیلی است.